# NHK全国学校音楽コンクール
NHK全国学校音楽コンクール（エヌエイチケイぜんこくがっこうおんがくコンクール、英文名称; The NHK All-Japan School Choir Competition）は、NHKと全日本音楽教育研究会が主催する合唱コンクール。通称はNコン、音コン。

## 概要
全日本合唱コンクールと並ぶ、小学校、中学校、高等学校を対象とした全国規模の合唱コンクールである。

## 沿革

### 略歴
1932年（昭和7年）に児童唱歌コンクールとして開始。途中、第二次世界大戦により中断された年もある。1962年（昭和37年）にNHK全国学校音楽コンクールとなる。

### 年表
- 1932年（昭和7年、第1回） - 児童唱歌コンクールとして開始。
- 1940年（昭和15年、第9回） - 日本放送協会が共同主催となり、紀元2600年奉祝児童唱歌大会と名称変更。
- 1941年（昭和16年、第10回） - 第1回東亜児童唱歌大会中央大会と名称変更。
- 1942年（昭和17年、第11回） - 全国少国民「ミンナウタヘ」大会と名称変更。合唱祭としての開催。
- 1943年（昭和18年、第12回） - 第2回大東亜少国民「ミンナウタヘ」大会と名称変更。合唱祭としての開催。
- 1944年（昭和19年） - 第二次世界大戦のため中断
- 1946年（昭和21年、第13回） - 関東児童唱歌コンクールと名称変更。関東地方のみの開催。
- 1947年（昭和22年、第14回） - 新たに日本教育音楽協会が共同主催に加わり、全国児童唱歌コンクールと名称変更。
- 1949年（昭和24年、第16回） - 全国唱歌ラジオコンクールと名称変更。
- 1962年（昭和37年、第29回） - NHK全国学校音楽コンクールと名称変更。合奏部門を新設。
- 1968年（昭和43年、第35回） - 合奏部門を廃止[注 3]。合唱部門のみとする。
- 1984年（昭和59年、第51回） - 新たに全日本音楽教育研究会が共同主催に加わる。
- 2001年（平成13年、第68回） - テーマが決められるようになる。
- 2019年（令和元年、第86回） - 令和元年東日本台風（台風19号）上陸に伴い、10月12日の高等学校の部の全国大会が史上初めて開催中止となり[3]、同年11月28日に振り替え開催することが決定。結果的に史上最も遅い開催日となった[4]。13日の小学校の部、14日の中学校の部は予定通り開催した。
- 2020年（令和2年、第87回） - 新型コロナウイルス感染拡大による合唱活動への影響を考慮して開催を中止[5]となったが、代替として全国の小学6年生・中学3年生・高校3年生の合唱動画をオンライン上で投稿することが決定した。また、11月23日に『Nコン2020みんなのコンサート』が開催された。
- 2021年（令和3年、第88回） - 2年ぶりに開催され、例年全国大会の会場として使用されているNHKホールが改修工事に伴い使用できないため府中市にある府中の森芸術劇場で開催された。

## 参加規程
- コンクールは小学校、中学校、高等学校の3部門に分かれる。
※ 1校につき1チームのみが参加できるが、分校がある場合は分校も1校として出場できる。また小規模校への配慮などから、同じ都府県地区であれば2校以上の合同での参加も可能である（ただし予選を実施している都府県地区の場合、原則として同予選区の合同参加であることが必要）。
※ 高等専門学校、中等教育学校、特別支援学校、学校教育法第134条による各種学校も、修業年限が一致する各部門に参加できる。
※ 全日本合唱コンクールとは異なり、中高一貫校における中学生・高校生合同といった部門の枠を超えての合同は認められていない。
- 歌唱メンバーは当該校の児童・生徒に限られる。小・中・高校各部門ともに合唱部・音楽部としての参加のほか、学級・選択音楽等の授業クラスで参加する学校も多い。歌唱人数は全部門30名までで、規定人数の上限は1クラスの人数を想定したものと思われる。ただし課題曲と自由曲の間に30名まで入れ替えが可能なため、合計で60名が参加できることになる。指揮者・伴奏者および小楽器の演奏者（歌唱しない人に限る）は歌唱人数に含まれない。
※ 入れ替え制度を利用して課題曲と自由曲の間で編成（混声・男声・女声）を変えることもできる。第71回（平成16年度）中学校の部全国コンクールで金賞を受賞した北海道・札幌市立真栄中学校はこの方法を上手く利用した。
※かつては歌唱人数の上限が小・中学校は35名まで、高等学校は40名まで、課題曲と自由曲の間に15名まで入れ替えが可能と定められていた 。
- 指揮者は、当該校の児童・生徒または教職員に限られる[注 4]。伴奏者は近年の参加状況と、学校における指導方法の多様化により、第69回（平成14年度）以降、学校外の人材（プロのピアニスト等）で当該校長が認めた者も伴奏者として参加できる（同一人物が同部門の2団体以上の伴奏をするのは、第77回（平成22年度）までは不可であったが、第78回（平成23年度）からは可となった）。伴奏そのものの優劣は採点の対象外であるが、合唱との協奏で間接的に採点に影響を及ぼすことはありうる。伴奏も演奏時間に含まれるため、余韻や終奏で規定の歌唱時間を超えると採点の対象外になる。なお指揮者と自由曲での伴奏はなくてもかまわない。
- 出場校は、課題曲と自由曲を演奏する。演奏順は課題曲・自由曲の順である。採点の比率は課題曲：自由曲=1：1である。
※ 課題曲は、全団体が公平に取り組めるよう毎年新曲が委嘱により書き下ろされている[注 5]。第68回（平成13年度）からは各回ごとに時代を反映したテーマが決められており、テーマは前年の全国コンクール終了間際に作詞作曲者とともに発表される。近年は、ポップスの作詞家・作曲家やシンガーソングライターが担当することが多くなった。詞は小中高校生から募集することもあり（記念大会のみ）、第70回大会では応募された詞による詩集「希望」も発行された。完成した曲は毎年3月下旬に「課題曲を歌おう」という番組の中で公表される。これまでの多くの課題曲が学校での合唱コンクールで演奏されたり、教科書・コーラス集などにも採用されるなどして歌い継がれてきている（過去の課題曲参照）。
※ 課題曲は移調などの改変をしてはならない。ただし中学校の部の課題曲には男声楽譜が用意されていないため、男声合唱で参加する場合に限り女声・混声楽譜を1オクターブ音程を下げて演奏することは認められる。
※ 自由曲の歌唱時間は小学校は4分00秒以内、中学校は4分30秒以内、高等学校は5分00秒以内である。歌唱時間内であれば何曲でも演奏してよいが、曲間も時間は経過する。都府県地区・ブロック・全国コンクールを通して、曲目、曲順の変更、編曲、合唱形態の変更（混声と女声の変更）は不可である。演奏時間は、「音の出だし（音とりの音ではなく曲のはじまりの最初の発声や音から計測）から、音終わり（伴奏を含めた最後の余韻が消えるまでの時間）」であり、歌唱時間を超えてしまった場合は採点されない。ただし、時間を超えたからといって演奏を止められることはない。
- 審査は、原則として「NHKコンクール方式」（新増沢方式にNHK独自の改訂を加えた方法）で行われる。ただし都府県地区コンクールにおいては参加校数が極端に少ない場合は別の方式が用いられることもある。

## コンクール形態
都府県地区コンクール
- 毎年7月から9月にかけ、各都府県地区ごとに開催される都府県地区大会が公開で行われ、代表校を各部門ごとに選出する。出場校の多い部門や広い地域では予選大会を行うところもある（予選方法や代表校数はそれぞれ異なる）。
- 金賞校は代表として、ブロックコンクールへ出場することになる。ただし、一部の県では独自に表彰方式を定めていて、推薦枠と金賞校の数は必ずしも一致しない場合がある。ブロックコンクールにシード枠が設けられているブロックの場合、前年に全国コンクールに進んだ都府県地区（関東・甲信越のみブロック銀賞でも）では推薦枠が増枠になっている（ブロックコンクールへの基本枠数はブロックによって異なる）。また、参加校数が50校を超えた場合はブロックコンクールへの出場校数が更に1校増枠になる特別規定がある[6]。
- コンクールの模様は収録され[注 6]、NHK各地方局（基本は当該都府県地区向けで、予選がある場合は本選のみ収録。例外あり）でテレビ・ラジオなどで放送される。近年は肖像権の観点からか、放送メディアがテレビからラジオにシフトしている傾向がある。
  - 愛知・岐阜・三重県コンクールは「東海3県（中京広域圏）」でまとめているため、3つのコンクールの演奏が3日間に分けて、基本的にNHK教育テレビジョン（NHK Eテレ）で放送される（2016年の岐阜県、三重県は県内向けのみ、2018年の岐阜県はFMラジオで県内向け）。

※北海道の札幌市、小樽・後志、空知地区は「石狩・空知・後志地方（札幌都市圏）」でまとめているためFM放送で3つのコンクールの演奏が3日間に分けて放送される。
- NHKと共催する団体がある都府県地区によっては、副題を設けている。長野県では「長野県学校合唱大会」（高等学校の部は「長野県高校サマー・フェスティバル」）、福島県では小中学校のみ「福島県下小・中学校音楽祭」という副題がある。福島県は小学校・中学校の部、長野県は小学校の部の参加校が例年100校を超えている。
- 一部の都府県地区コンクールでは、課題曲または自由曲のみを演奏できる「フリー参加」などの部門を設けている。ブロックコンクールへの推薦はない（長野県予選のみ本選への推薦はある）が、演奏の機会を求めて出場する学校も多い。なお自由曲の演奏時間の規定時間、歌唱人数の制限は各コンクールによって異なるがコンクール部門より条件が緩和されていることが多い。コンクール部門とフリー部門両方への参加も可能である。

ブロックコンクール
- 8月下旬から9月中旬に行われる。都府県地区大会の代表校が出場する。第51回（昭和59年度）以降、NHKの地域拠点局単位で全国を8ブロック（北海道、東北、関東・甲信越、東海・北陸、近畿、中国、四国、九州・沖縄）に分け、各ブロックから1校（関東・甲信越からは2校）代表校が決定される。さらに第67回（平成12年度）からは、前年度の全国コンクール金賞校が出場したブロックはシードブロックとなり、もう1校出場できる。シードブロックは第73回（平成18年度）からは前年度の全国コンクール銀賞校が出場したブロックにも拡大された[注 7]。
- コンクールの模様は後日当該ブロックの都道府県内の教育テレビ（一部はラジオ）で放送される。第76回（平成21年度）の九州、関東・甲信越、東北ブロックコンクールはインターネットを通じて生中継も行われた。第77回（平成22年度）には全てのブロック大会で「NコンLIVE」としてインターネット生中継が行われたほか、ブロックコンクール終了後～全国コンクール前日までの期間限定で生中継後に演奏を公開していた。第78回（平成23年度）以降も生中継、期間限定公開が行われていた。
- しかし、第83回大会からブロックコンクールの生配信は中止された。

全国コンクール
- 全国コンクールは、ブロックコンクールの代表校計11校が東京･渋谷のNHKホールで演奏を行い、金賞1校、銀賞1校、銅賞2校を決定する。金賞受賞校には内閣総理大臣杯（持ち回りトロフィー）、銀賞校には文部科学大臣賞が授与される。
- 全国コンクールの模様はNHKの教育テレビで生放送[注 8]、FMラジオ放送では後日放送される。以前は10〜11月に3週間程度に分けて日曜日に開催されていたが、ハッピーマンデー制度により体育の日が10月第2月曜日に曜日固定され、すべての部門で生放送されるようになった第67回以降は日曜日に小学校、体育の日に中学校（午前中）と高校（夕方）のコンクールが実施されている。2008年度以降は、土曜日、日曜日、月曜日の3日間に分けて、午後2時から開催されるようになった。
- 第83回から、高等学校の部の開演時間が90分繰り上がり、午後0時30分からとなった。
- 第76回、77回での中学校の部･高等学校の部のテレビ放送の進行は、NHKホール内の特設放送席にて指揮者や声楽家による解説を交えながら行われたが小学校の部は従来通り会場の司会者を映していた。しかし第78回では再び会場の司会者を映すようになり、現在に至る。
- 第86回（令和元年）は初日の高校生大会が台風により11月28日に延期となったが、編成上の都合によりEテレでは生放送とはせず、収録したうえで12月15日14:30-17:00に放送されることになった。
- 第87回（令和2年）は2020年東京オリンピック・パラリンピック開催に伴う祝日の移動に伴い、勤労感謝の日の3連休に開催する予定だった。
- 第88回（令和3年）はNHKホールの耐震補強工事に伴い東京都府中市の府中の森芸術劇場を借りて無観客開催、放送も年末にダイジェスト放送された。

※FM放送の番組を同時配信するIPサイマルラジオサービス2者（「NHKネットラジオ らじる★らじる」及び「radiko（実験配信）」）では全国コンクールのみ同時配信され、都府県地区コンクールおよびブロックコンクールは東京都域放送を含めて同時配信されない（代わりに裏送り送出で全国共通の通常番組が優先配信される）。

### 観覧方法
すべて入場無料。先着順に整列して入場となる。ただし以下のコンクールでは特定の方法をとっている。年によって異なる場合もあるので、公式ホームページやNHKの各放送局で確認したほうがよい。
- 全国コンクール、東北ブロックコンクール、関東・甲信越ブロックコンクール、近畿ブロックコンクール（高等学校の部を除く）、大阪府コンクール（小学校・中学校本選）はインターネットからの申し込みが必要で、応募は1人1回のみ有効。メールで当選通知がきた場合は、後日郵送で入場整理券が届く。入場整理券は1枚で2人まで入場可能となる。なお、当選者の本人確認は実施していない。

往復ハガキの時代は1人で複数枚数の応募は可能となっていたが、コンクールや部門によっては、当選枚数の上限が「1人1枚」や、「1世帯1枚」となっている場合もある（公式発表はされていない）。
全国コンクールに限り、全国コンクール出場校の保護者向けに、ブロックコンクール入賞校の教職員・生徒向けに（上限枚数を設けて）整理券が配られる。なお、この整理券が1枚につき1人が入場できる。
- 上記以外の観覧自由のコンクールでは、観客数が多い場合は入場制限を行う場合もある。特に1日の出場校数が多い場合や（保護者の関心度が高い）小学校の部、ブロックコンクールになると観客数が多くなるため（地区コンクールや予選は午前と午後で観客の入れ替えがある場合もあるため）、注意が必要となる。
- 1日で2部門以上を行う場合も、基本的に1つの部門が終了すると会場の準備のため、全員（観客、出場者、関係者などすべて）一旦完全退場となる。
- 近年、児童や生徒への安全性の配慮、観客席数の都合、収録の都合などから「学校関係者のみ公開」（一般非公開）の制度をとっているコンクールもある。2010年東京都本選（全部門）は、本選の数日前に一般非公開になった。
- 観客の入退場は自由曲の演奏が終わってから次の学校の課題曲の演奏が始まるまでの間で可能である。演奏中および課題曲 - 自由曲間では入場できない。
- 演奏、審査およびNHKの収録の妨げにならないよう、また、著作権や肖像権侵害の観点から、撮影・音声録音は禁止されている（NHKの収録がない予選でも著作権や肖像権の観点から行っている）。

## 特徴
- NHKが主催であるため、コンクールの模様が収録されてテレビ・ラジオなど複数のメディアで放送され、参加する児童・生徒にとっては大きな魅力となっている。一方で、放送向けの編集やマイクを通した音響効果の調整などには賛否がある（予選ではマイクを使わないこともある）。
- また、コンクールの模様は収録され、Nコンonthewebで3年間配信される（著作権や都合により配信されない曲もある）。こちらは全国コンクール、ブロックコンクールは動画配信されるが、都府県地区大会は音源のみ配信となり、予選は音源配信されないが自由曲と結果は掲載される。ただし2016年度は神奈川県の中学校予選が音源配信され、2017年度は東京都の全部門も音源配信されたほか、一部の都府県地区コンクールが動画で配信された。
  - 「株式会社フォンテック」から全国コンクールの演奏を収録したCDが毎年12月に発売される。ブロックコンクールまでのCDは基本的に一般の人は購入できない。一部は完売している。スペシャルステージ・全体合唱はCDには収録されていない。
- 各大会によって異なるが、コンクールは本番直前に練習室が数か所割り当てられ、そこで練習を行う。時間がくると舞台そでで待機して本番となる（東海北陸ブロックの地区コンクールでは予選を含めて、ステージ上で課題曲・自由曲のいずれかの4小節分の発声練習を行う。ブロック大会では東海・北陸のみステージで4小節の発声練習を行う）。移動は担当スタッフに誘導されて動く。
- 全国コンクールでは、演奏前にその学校を紹介するビデオが流される。この間に演奏校は準備する（舞台上での発声練習はない）。
- 全出場校の発表が終わり審査員が審査をしている間は、表彰式のリハーサルが行われたのちに、各地のコンクールによってはステージが開放され（ステージ開放）、参加校の児童・生徒が自由に使うことができる（都府県地区コンクールでは、この間に「フリー参加」の学校の演奏をするところもある）ところもある。各学校ごとに得意の曲やアカペラ・パフォーマンスを披露したり、代表がその場で話し合って人気の合唱曲を数百人規模で大合唱したりと学生だけでなく顧問や観客まで楽しめる時間である。この時間を通して出場校同士が交流を深めることも多い。全国コンクールの場合、2003年度まではこの模様は放映されなかったが2004年度からは「スペシャル・ステージ」というイベントが催されるようになり、この模様も放映されるようになった。
- 審査結果の発表順は、基本的に銅賞から発表される（各地のコンクールによっては金賞から発表される場合もあるほか、全日本合唱コンクールのように演奏順通りにすべて発表していく場合もある。最低賞が奨励賞以外の場合は一部を除き金賞から発表）。全国コンクールにおいて、かつて金賞発表時には受賞校の自由曲のイントロが流されていたのだが現在ではそのまま学校名のみを発表している。近年（特に小学校の部において）自由曲の重複が増加しており、声も似ているため混乱防止のためと思われる。
- また、審査結果で同一の賞が複数いる場合は、演奏順に発表される。ただし、金賞が複数該当する場合も演奏順に発表されるため、銅賞から発表していった場合、最初の金賞校が呼ばれた瞬間に、最初の金賞校より前に演奏した、銀賞までに呼ばれていない学校は奨励賞が確定してしまう（特に最初の金賞校が演奏順の後半に位置していた場合は、一気に多数の学校が奨励賞になったり、残りの発表を待たずに金賞校が確定するケースもある）。
- 全国コンクール（ブロック、一部の都府県地区コンクールや予選でも）の最後は会場の参加者全員で課題曲の全体合唱を行い、全国コンクールのテレビ放送ではその年に参加した全国の学校名が北海道から順に（演奏順に（予選があるところは予選の演奏順に）、一部は金賞から順に）全て流れるようになっている（学校名の後は「高」、「中」、「小」と短縮されていたが近年は「高等学校」、「中学校」、「小学校」と短縮されなくなった）。会場の一般客も全体合唱に参加してよいことになっている。
- 2007年度に気象庁から緊急地震速報が発表されるようになり、万が一緊急地震速報が発表された場合は、司会者が「演奏を中断してください」とアナウンスされ、演奏は中断となる（場合によっては中止になる場合もある）。この旨の案内は、2008年度から2010年度まではあまりなかったが、東日本大震災が起こった2011年度には再び案内されるようになった。コンクール再開時は、止められた曲の最初から演奏をやり直す。2011年度では、福島県コンクール高等学校の部で緊急地震速報が流れ、コンクールが一時中断しているほか、東京都コンクール小学校の部予選B組で、課題曲と自由曲の間に震度3〜4の地震で一時中断している。
- 中学校の部で優勝やそれに準ずる成績、大きな災害の被災地から参加した学校はその年の紅白歌合戦に招待され、課題歌手とコラボ歌唱を行うことができる場合もあるが、その歌手が出ないもしくは別の曲だった時には呼ばれない。

## 参加校数の推移
小学校の部
1932年（第1回）から開催。太平洋戦争による中断をはさみ、以降は戦後の復興と第一次ベビーブームなどもあり参加校数が増えていった。一時は2000校を超えていた。しかし、1961年以降は2000校を下回り、（公害問題もあって）急激に出場校数は減っていく。1972年では1000校を下回った。その後は1978年で再び1000校の大台にのり、1200 - 1300校を推移していたが、1996年以降は再び1000校を下回り、現在は800-900校を推移している（2003年以降は上昇に転ずる）。2009年では1997年以来12年ぶりに900校を突破した。平成初期までは地区コンクールのみ参集方式（会場にて演奏）、ブロック大会以降はテープ審査なので移動及び費用は地区大会の1回分で済んだのだが、近年はすべて参集方式のため、交通の便が悪い地域や予算が少ない学校の場合、特に小学生の場合は体力的にも不安があるため参加を見送っているのも一因とされている。また、音楽を専門としている教師が少ない点、少子化も一因である。
1933年（第2回）から1943年（第12回）までの一部の課題曲では、当時の日本の政治体制を背景に軍国主義に基づく曲が採用された。特に第11・12回は戦局が悪化した理由でほとんどの課題曲が軍国主義の曲である。
最多は1957年（第24回）の2529校、戦後全国大会になってからの最少は、2002年（第69回）の797校。
中学校の部
戦後の1949年（第16回）から開催。なお中学校の部では2000校を超えたことがない。開催当初から1500校前後が参加していたが一時1000校を下回る。1976年以降は小学校の部を上回っている。近年はポップスが課題曲に起用されることもあってか、少しずつ増えてきている。2009年では1995年以来14年ぶりに1200校台になった。変声期の指導に合唱が多く用いられること（音楽の授業で合唱を本格的にやるため）、全日本合唱コンクールの中学校部門には課題曲がないことから比較のしやすさ、課題曲にポピュラー音楽の作曲家が特に中学校の部で多く起用されて生徒にとって親しみやすい等の要因から、現在では3部門の中では一番参加校が多い。
最多は1956年（第23回）の1706校。最少は1974年（第41回）の748校。
高等学校の部
1952年（第19回）から開催。高等学校の部では1000校を超えたことがない。当初は参加校数は300校程度だったが、1955年以降は500 - 700校程度を推移していた。以降微減傾向が続き、平成に入ると400校未満を推移する。2009年は409校が参加し、1988年以来21年ぶりに400校を超えた。2017年は492校となり、平成に入って最多出場校数となった。また、2018年は504校となり、1982年以来36年ぶりに500校を超えた。音楽の授業の選択制やそもそも音楽の授業がない高等学校も少なくないこと、部活動はあるが地域によっては全日本合唱コンクールへの傾倒が著しいこと（演奏時間、参加人数の規定は全日本合唱コンクールより厳しいのも理由の一つ）等が参加校数の伸び悩みにつながっていると推測される。
最多は1964年（第31回）の945校。最少は1998年（第65回）の258校。
全体
最多は1955年（第22回）の4706校。全部門開催の1952年以降、最少は1974年（第41回）の1997校。現在は2300校 - 2500校を推移しており、増加傾向をみせている。

## 課題曲のテーマ
21世紀となった2001年の第68回から採用された。
- 2001年（第68回）：個が輝く時代
- 2002年（第69回）：環境
- 2003年（第70回）：希望
- 2004年（第71回）：信じる
- 2005年（第72回）：はたらく
- 2006年（第73回）：出会う
- 2007年（第74回）：つながる
- 2008年（第75回）：そして☆未来へ
- 2009年（第76回）：ジャンプ!
- 2010年（第77回）：いのち
- 2011年（第78回）：仲間
- 2012年（第79回）：ひかり
- 2013年（第80回）：スタート
- 2014年（第81回）：勇気
- 2015年（第82回）：ピース
- 2016年（第83回）：力
- 2017年（第84回）：夢
- 2018年（第85回）：一歩
- 2019年（第86回）：翔ぶ
- 2020年（第87回）：とびら
- 2021年（第88回）：とびら
- 2022年（第89回）：声
- 2023年（第90回）：地図
- 2024年（第91回）：チェンジ
- 2025年（第92回）：空

## 過去の課題曲
第1回の課題曲は小学校男子A「冬景色」、男子B「スキー」、女子A「海」、女子B「田舎の冬」で文部省唱歌からはじまった。第51 - 56回（1984 - 1989年）は複数の課題曲（新曲1曲と過去の課題曲や既存の合唱組曲の中の1曲、高等学校の部は合唱形態によって曲が異なる）から1曲を選ぶ方式であった。

### 課題曲一覧
| 回数   | 放送日                           | 課題曲                        | 課題曲                        | 課題曲                 | 課題曲                       | 課題曲                           | 課題曲                                           |                        |
| 回数   | 放送日                           | 小学校の部                    | 小学校の部                    | 中学校の部             | 中学校の部                   | 高等学校の部                     | 高等学校の部                                     |                        |
| ------ | -------------------------------- | ----------------------------- | ----------------------------- | ---------------------- | ---------------------------- | -------------------------------- | ------------------------------------------------ | ---------------------- |
| 第1回  | 1932年11月26日                   | 男子A                         | 冬景色                        |                        |                              |                                  |                                                  |                        |
| 第1回  | 1932年11月26日                   | 男子B                         | スキー                        |                        |                              |                                  |                                                  |                        |
| 第1回  | 1932年11月26日                   | 女子A                         | 海                            |                        |                              |                                  |                                                  |                        |
| 第1回  | 1932年11月26日                   | 女子B                         | 田舎の冬                      |                        |                              |                                  |                                                  |                        |
| 第2回  | 1933年10月8日                    | 男子A                         | 進水式                        |                        |                              |                                  |                                                  |                        |
| 第2回  | 1933年10月8日                    | 男子B                         | 太平洋                        |                        |                              |                                  |                                                  |                        |
| 第2回  | 1933年10月8日                    | 女子A                         | 朝日は昇りぬ                  |                        |                              |                                  |                                                  |                        |
| 第2回  | 1933年10月8日                    | 女子B                         | 夕の星                        |                        |                              |                                  |                                                  |                        |
| 第3回  | 1934年11月11日                   | 男子A                         | いてふ                        |                        |                              |                                  |                                                  |                        |
| 第3回  | 1934年11月11日                   | 男子B                         | 軍艦                          |                        |                              |                                  |                                                  |                        |
| 第3回  | 1934年11月11日                   | 女子A                         | 秋の山                        |                        |                              |                                  |                                                  |                        |
| 第3回  | 1934年11月11日                   | 女子B                         | 水兵の母                      |                        |                              |                                  |                                                  |                        |
| 第4回  | 1935年11月9日                    | 男子A                         | 剛健                          |                        |                              |                                  |                                                  |                        |
| 第4回  | 1935年11月9日                    | 男子B                         | 忍耐                          |                        |                              |                                  |                                                  |                        |
| 第4回  | 1935年11月9日                    | 女子A                         | 萩                            |                        |                              |                                  |                                                  |                        |
| 第4回  | 1935年11月9日                    | 女子B                         | 山に登りて                    |                        |                              |                                  |                                                  |                        |
| 第5回  | 1936年11月15日                   | 男子                          | 入営を送る                    |                        |                              |                                  |                                                  |                        |
| 第5回  | 1936年11月15日                   | 女子                          | 富士の山                      |                        |                              |                                  |                                                  |                        |
| 第6回  | 1937年11月7日                    | 男子                          | 沖の白帆                      |                        |                              |                                  |                                                  |                        |
| 第6回  | 1937年11月7日                    | 女子                          | 菅公                          |                        |                              |                                  |                                                  |                        |
| 第7回  | 1938年11月6日                    | 空の荒鷲                      | 空の荒鷲                      |                        |                              |                                  |                                                  |                        |
| 第8回  | 1939年11月5日                    | 日本の秋                      | 日本の秋                      |                        |                              |                                  |                                                  |                        |
| 第9回  | 1940年11月17日                   | うるわしの朝                  | うるわしの朝                  |                        |                              |                                  |                                                  |                        |
| 第10回 | 1941年11月16日                   | 母                            | 母                            |                        |                              |                                  |                                                  |                        |
| 第11回 | 1942年11月7日                    | 日本のあしおと                | 日本のあしおと                |                        |                              |                                  |                                                  |                        |
| 第11回 | 1942年11月7日                    | 鍛へる足                      |                               |                        |                              |                                  |                                                  |                        |
| 第11回 | 1942年11月7日                    | 進め少國民                    |                               |                        |                              |                                  |                                                  |                        |
| 第11回 | 1942年11月7日                    | 朝日は昇りぬ                  |                               |                        |                              |                                  |                                                  |                        |
| 第11回 | 1942年11月7日                    | 愛國行進曲                    |                               |                        |                              |                                  |                                                  |                        |
| 第12回 | 1943年11月3日                    | 東京こども唱歌隊の歌          | 東京こども唱歌隊の歌          |                        |                              |                                  |                                                  |                        |
| 第12回 | 1943年11月3日                    | 大東亜の歌                    |                               |                        |                              |                                  |                                                  |                        |
| 第13回 | 1946年3月16日                    | （自由曲のみ）                | （自由曲のみ）                |                        |                              |                                  |                                                  |                        |
| 第14回 | 1947年11月16日                   | 野ばら                        | 野ばら                        |                        |                              |                                  |                                                  |                        |
| 第15回 | 1948年11月23日                   | 秋の歌                        | 秋の歌                        |                        |                              |                                  |                                                  |                        |
| 第16回 | 1949年11月23日                   | 仲よし円舞曲                  | 仲よし円舞曲                  | 希望の歌               | 希望の歌                     |                                  |                                                  |                        |
| 第17回 | 1950年11月19日 11月23日          | 朝のうた                      | 朝のうた                      | A                      | 天地賛頌                     |                                  |                                                  |                        |
| 第17回 | 1950年11月19日 11月23日          | 朝のうた                      | 朝のうた                      | B                      | 友情のうた                   |                                  |                                                  |                        |
| 第18回 | 1951年11月8日 11月23日           | みんなで仲よく                | みんなで仲よく                | 心の種子               | 心の種子                     |                                  |                                                  |                        |
| 第19回 | 1952年11月16日 月23日 12月14日   | 祭りの宵                      | 祭りの宵                      | いつも心に             | いつも心に                   | 青春賛歌                         | 青春賛歌                                         |                        |
| 第20回 | 1953年11月15日 11月22日 12月6日  | 明るい笑顔                    | 明るい笑顔                    | あしの葉の笛           | あしの葉の笛                 | 若い日の歌                       | 若い日の歌                                       |                        |
| 第21回 | 1954年11月3日 11月7日 11月14日   | 峠路                          | 峠路                          | 丘にのぼれば           | 丘にのぼれば                 | 未来の星                         | 未来の星                                         |                        |
| 第22回 | 1955年11月3日 11月6日 11月13日   | 花のまわりで                  | 花のまわりで                  | 光のながれ             | 光のながれ                   | 春秋の歌                         | 春秋の歌                                         |                        |
| 第23回 | 1956年11月3日 11月4日 11月11日   | わかいおじさん                | わかいおじさん                | ふるさと               | ふるさと                     | 空遠く君はありとも               | 空遠く君はありとも                               |                        |
| 第24回 | 1957年11月3日 11月10日 11月17日  | 花で鳥で歌で                  | 花で鳥で歌で                  | 白鳥のうた             | 白鳥のうた                   | 白き雲ゆく                       | 白き雲ゆく                                       |                        |
| 第25回 | 1958年11月3日 11月9日 11月16日   | 風は見た                      | 風は見た                      | 燈台                   | 燈台                         | 未来は遥か                       | 未来は遥か                                       |                        |
| 第26回 | 1959年11月1日 11月3日 11月8日    | 秋は白い馬にまたがって        | 秋は白い馬にまたがって        | ともだちの歌           | ともだちの歌                 | わが胸に                         | わが胸に                                         |                        |
| 第27回 | 1960年11月3日 11月6日 11月13日   | 世界の希望                    | 世界の希望                    | 思い出の高原           | 思い出の高原                 | かもめに寄す                     | かもめに寄す                                     |                        |
| 第28回 | 1961年11月3日 11月4日 11月12日   | 雲にのって                    | 雲にのって                    | 山によせて             | 山によせて                   | 海はこころ                       | 海はこころ                                       |                        |
| 第29回 | 1962年11月3日 11月5日 11月12日   | うたえおどれ                  | うたえおどれ                  | ともだち               | ともだち                     | 若き神々の歌                     | 若き神々の歌                                     |                        |
| 第30回 | 1963年11月3日 11月10日 11月17日  | つんとのびた                  | つんとのびた                  | 野火たきホーツ         | 野火たきホーツ               | 白い雲                           | 白い雲                                           |                        |
| 第31回 | 1964年7月6日 8月30日 9月13日     | ひかりのなかで                | ひかりのなかで                | 木のなかの音           | 木のなかの音                 | 曲がりかど                       | 曲がりかど                                       |                        |
| 第32回 | 1965年8月29日 9月5日 9月12日     | 朝はひかってる                | 朝はひかってる                | 種と泉                 | 種と泉                       | 郷愁                             | 郷愁                                             |                        |
| 第33回 | 1966年8月28日 9月4日 9月11日     | きりが晴れるよ                | きりが晴れるよ                | 美しい秋               | 美しい秋                     | 大いなる樫の木に                 | 大いなる樫の木に                                 |                        |
| 第34回 | 1967年8月27日 9月3日 9月10日     | ブランコの空                  | ブランコの空                  | ひとみ                 | ひとみ                       | さよなら                         | さよなら                                         |                        |
| 第35回 | 1968年10月27日 11月3日 11月10日  | 地球にあいにこよう            | 地球にあいにこよう            | 若い心のように         | 若い心のように               | 日本のみのり                     | 日本のみのり                                     |                        |
| 第36回 | 1969年11月2日 11月3日 11月9日    | 風のうた                      | 風のうた                      | ことばの歌             | ことばの歌                   | 道                               | 道                                               |                        |
| 第37回 | 1970年10月18日 10月25日          | 空がこんなに青いとは          | 空がこんなに青いとは          | 海べで                 | 海べで                       | 赤い機関車                       | 赤い機関車                                       |                        |
| 第38回 | 1971年10月24日 10月31日          | 地球の子ども                  | 地球の子ども                  | 山の祭り               | 山の祭り                     | ひとみのうた                     | ひとみのうた                                     |                        |
| 第39回 | 1972年10月15日 10月22日          | トランペット吹きながら        | トランペット吹きながら        | かたつむりのうた       | かたつむりのうた             | 開演のベルが                     | 開演のベルが                                     |                        |
| 第40回 | 1973年10月4日 10月10日           | ポンポン船のうた              | ポンポン船のうた              | 遊園地の汽車           | 遊園地の汽車                 | 博物館の機関車                   | 博物館の機関車                                   |                        |
| 第41回 | 1974年10月13日 10月20日          | 気球にのってどこまでも        | 気球にのってどこまでも        | 青空のすみっこ         | 青空のすみっこ               | ともしびを高くかかげて           | ともしびを高くかかげて                           |                        |
| 第42回 | 1975年10月12日 10月19日          | 夕やけに拍手                  | 夕やけに拍手                  | ともだちがいる         | ともだちがいる               | 海はなかった                     | 海はなかった                                     |                        |
| 第43回 | 1976年10月11日 10月17日          | さびしい時ははだしになって    | さびしい時ははだしになって    | 水芭蕉                 | 水芭蕉                       | 旅に出よう                       | 旅に出よう                                       |                        |
| 第44回 | 1977年10月10日 10月16日          | 白い花                        | 白い花                        | レモン色の霧よ         | レモン色の霧よ               | みえない樹                       | みえない樹                                       |                        |
| 第45回 | 1978年10月10日 10月15日          | おーい海!                     | おーい海!                     | 歌がうまれる           | 歌がうまれる                 | ひとつの朝                       | ひとつの朝                                       |                        |
| 第46回 | 1979年10月10日 10月14日          | 出発の朝                      | 出発の朝                      | 時は流れても           | 時は流れても                 | 冬・風蓮湖                       | 冬・風蓮湖                                       |                        |
| 第47回 | 1980年10月10日 10月12日          | びっくりしゃっくり            | びっくりしゃっくり            | きみは鳥・きみは花     | きみは鳥・きみは花           | 走る海                           | 走る海                                           |                        |
| 第48回 | 1981年10月9日 10月10日 10月16日  | 未知という名の船に乗り        | 未知という名の船に乗り        | うつくしい鐘が・・・   | うつくしい鐘が・・・         | わが里程標（マイルストーン）     | わが里程標（マイルストーン）                     |                        |
| 第49回 | 1982年10月10日 10月11日 10月17日 | 光の中へ さあ君と             | 光の中へ さあ君と             | 景色がわたしを見た     | 景色がわたしを見た           | 水のうた                         | 水のうた                                         |                        |
| 第50回 | 1983年10月19日 10月20日          | 時間                          | 時間                          | 心の馬                 | 心の馬                       | みぞれ                           | みぞれ                                           |                        |
| 第51回 | 1984年10月18日 10月24日 10月31日 | A                             | わりばしいっぽん              | A                      | 虹のうた                     | A                                | 君は夕焼けを見たか                               |                        |
| 第51回 | 1984年10月18日 10月24日 10月31日 | A                             | わりばしいっぽん              | A                      | 虹のうた                     | B                                | ひとつの朝                                       |                        |
| 第51回 | 1984年10月18日 10月24日 10月31日 | B                             | 空がこんなに青いとは          | B                      | ひとみ                       | C                                | 男声合唱組曲『月光とピエロ』から「秋のピエロ」   |                        |
| 第51回 | 1984年10月18日 10月24日 10月31日 | B                             | 空がこんなに青いとは          | B                      | ひとみ                       | D                                | 開演のベルが                                     |                        |
| 第52回 | 1985年10月13日 10月20日 10月27日 | A                             | 花と草と風と                  | A                      | ミスター・モーニング         | A                                | 青春のノートブック                               |                        |
| 第52回 | 1985年10月13日 10月20日 10月27日 | A                             | 花と草と風と                  | A                      | ミスター・モーニング         | B                                | 混声合唱のための組曲『旅』から「行こうふたたび」 |                        |
| 第52回 | 1985年10月13日 10月20日 10月27日 | B                             | 夕日が背中を押してくる        | B                      | 美しい秋                     | C                                | 男声合唱組曲『柳河風俗詩』から「柳河」           |                        |
| 第52回 | 1985年10月13日 10月20日 10月27日 | B                             | 夕日が背中を押してくる        | B                      | 美しい秋                     | D                                | 落葉松                                           |                        |
| 第53回 | 1986年10月12日 10月19日 10月26日 | A                             | 山があって海がいて            | A                      | 風よ鳥よ                     | A                                | さようならの季節に                               |                        |
| 第53回 | 1986年10月12日 10月19日 10月26日 | A                             | 山があって海がいて            | A                      | 風よ鳥よ                     | B                                | 混声合唱組曲『筑後川』から「河口」               |                        |
| 第53回 | 1986年10月12日 10月19日 10月26日 | B                             | 風のうた                      | B                      | 麦藁帽子                     | C                                | 男声合唱のための組曲『蛙の歌』から「小曲」       |                        |
| 第53回 | 1986年10月12日 10月19日 10月26日 | B                             | 風のうた                      | B                      | 麦藁帽子                     | D                                | 海はなかった                                     |                        |
| 第54回 | 1987年10月18日 10月25日 11月1日  | A                             | 亜麻色の風の中へ              | A                      | トマトの夕焼けスープ         | A                                | 巨木のうた                                       |                        |
| 第54回 | 1987年10月18日 10月25日 11月1日  | A                             | 亜麻色の風の中へ              | A                      | トマトの夕焼けスープ         | B                                | わが里程標（マイルストーン）                     |                        |
| 第54回 | 1987年10月18日 10月25日 11月1日  | B                             | ふしぎないずみ                | B                      | 時は流れても                 | C                                | ともしびを高くかかげて                           |                        |
| 第54回 | 1987年10月18日 10月25日 11月1日  | B                             | ふしぎないずみ                | B                      | 時は流れても                 | D                                | 赤い機関車                                       |                        |
| 第55回 | 1988年10月16日 10月23日 10月30日 | A                             | いつか                        | A                      | 小さな協奏曲（コンチェルト） | A                                | 時代 -飛び立つ鳥は-                              |                        |
| 第55回 | 1988年10月16日 10月23日 10月30日 | A                             | いつか                        | A                      | 小さな協奏曲（コンチェルト） | B                                | 冬・風蓮湖                                       |                        |
| 第55回 | 1988年10月16日 10月23日 10月30日 | B                             | 地球のこども                  | B                      | かたつむりのうた             | C                                | 日本のみのり                                     |                        |
| 第55回 | 1988年10月16日 10月23日 10月30日 | B                             | 地球のこども                  | B                      | かたつむりのうた             | D                                | ねむの花                                         |                        |
| 第56回 | 1989年10月15日 10月22日 10月29日 | A                             | あたまの上に空                | A                      | 海の不思議                   | A                                | いま                                             |                        |
| 第56回 | 1989年10月15日 10月22日 10月29日 | A                             | あたまの上に空                | A                      | 海の不思議                   | B                                | ひとみのうた                                     |                        |
| 第56回 | 1989年10月15日 10月22日 10月29日 | B                             | ブランコの空                  | B                      | ことばの歌                   | C                                | 男声合唱組曲『富士山』作品第肆                   |                        |
| 第56回 | 1989年10月15日 10月22日 10月29日 | B                             | ブランコの空                  | B                      | ことばの歌                   | D                                | 小鳥の歌                                         |                        |
| 第57回 | 1990年10月19日 10月21日          | 千年の樹                      | 千年の樹                      | 朝のバス               | 朝のバス                     | この愛を                         | この愛を                                         |                        |
| 第58回 | 1991年10月19日 10月20日          | 朝のおまじない                | 朝のおまじない                | 地球が私を愛するように | 地球が私を愛するように       | 聞こえる                         | 聞こえる                                         |                        |
| 第59回 | 1992年10月18日 10月24日 10月31日 | だから すきさ                 | だから すきさ                 | もえる緑をこころに     | もえる緑をこころに           | ありがとう                       | ありがとう                                       |                        |
| 第60回 | 1993年10月23日 10月30日 11月6日  | スケッチブックの空を          | スケッチブックの空を          | いっぽんの欅の木が     | いっぽんの欅の木が           | 遠く吹く風                       | 遠く吹く風                                       |                        |
| 第61回 | 1994年10月22日 10月29日 11月5日  | ともだちと                    | ともだちと                    | 家族                   | 家族                         | そして夜が明ける                 | そして夜が明ける                                 |                        |
| 第62回 | 1995年10月21日 10月28日 11月4日  | 六年生の夏                    | 六年生の夏                    | 遥かな時の彼方へと     | 遥かな時の彼方へと           | 生きる                           | 生きる                                           |                        |
| 第63回 | 1996年10月26日 11月2日 11月9日   | 自転車でゆこうよ              | 自転車でゆこうよ              | この夢を               | この夢を                     | 風を拓いて                       | 風を拓いて                                       |                        |
| 第64回 | 1997年10月11日 10月12日          | かぜと木                      | かぜと木                      | 砂丘                   | 砂丘                         | めばえ                           | めばえ                                           |                        |
| 第65回 | 1998年10月24日 10月25日          | 花と少女                      | 花と少女                      | タンポポ               | タンポポ                     | また、あした                     | また、あした                                     |                        |
| 第66回 | 1999年10月16日 10月17日 10月23日 | ほほう!                       | ほほう!                       | こんなにたしかに       | こんなにたしかに             | この世の中にある                 | この世の中にある                                 |                        |
| 第67回 | 2000年10月8日 10月9日            | 大すき                        | 大すき                        | こうしていよう         | こうしていよう               | はじめに・・・・・・             | はじめに・・・・・・                             |                        |
| 第68回 | 2001年10月7日 10月8日            | ロボット                      | ロボット                      | 変                     | 変                           | きょうの陽に                     | きょうの陽に                                     |                        |
| 第69回 | 2002年10月13日 10月14日          | おさんぽぽいぽい              | おさんぽぽいぽい              | 予感                   | 予感                         | なぎさの地球                     | なぎさの地球                                     |                        |
| 第70回 | 2003年10月12日 10月13日          | やさしい風                    | やさしい風                    | 白いページ             | 白いページ                   | あしたはどこから                 | あしたはどこから                                 |                        |
| 第71回 | 2004年10月10日 10月11日          | 未来を旅するハーモニー        | 未来を旅するハーモニー        | 信じる                 | 信じる                       | 「新しい人」に                   | 「新しい人」に                                   |                        |
| 第72回 | 2005年10月9日 10月10日           | みんなみんな                  | みんなみんな                  | 花と一緒               | 花と一緒                     | 風になりたい                     | 風になりたい                                     |                        |
| 第73回 | 2006年10月8日 10月9日            | まいにち「おはつ」            | まいにち「おはつ」            | 虹                     | 虹                           | ある真夜中に                     | ある真夜中に                                     |                        |
| 第74回 | 2007年10月7日 10月8日            | 手をのばす                    | 手をのばす                    | めぐりあい             | めぐりあい                   | 言葉にすれば                     | 言葉にすれば                                     |                        |
| 第75回 | 2008年10月11日 10月12日 10月13日 | この☆（ほし）のゆくえ         | この☆（ほし）のゆくえ         | 手紙                   | 手紙                         | 青春譜                           | 青春譜                                           |                        |
| 第76回 | 2009年10月10日 10月11日 10月12日 | A                             | ここからいちばんとおいところ  | YELL                   | YELL                         | あの空へ〜青のジャンプ〜         | あの空へ〜青のジャンプ〜                         |                        |
| 第76回 | 2009年10月10日 10月11日 10月12日 | B                             | 夢の太陽                      | YELL                   | YELL                         | あの空へ〜青のジャンプ〜         | あの空へ〜青のジャンプ〜                         |                        |
| 第77回 | 2010年10月9日 10月10日 10月11日  | いのちのいっちょうめ          | いのちのいっちょうめ          | I ♥ ×××                | I ♥ ×××                      | いのち                           | いのち                                           |                        |
| 第78回 | 2011年10月8日 10月9日 10月10日   | ぼくらは仲間                  | ぼくらは仲間                  | 証（あかし）           | 証（あかし）                 | 僕が守る                         | 僕が守る                                         |                        |
| 第79回 | 2012年10月6日 10月7日 10月8日    | 希望のひかり                  | 希望のひかり                  | fight（ファイト）      | fight（ファイト）            | A                                | 明日（あした）へ続く道                           | 明日（あした）へ続く道 |
| 第79回 | 2012年10月6日 10月7日 10月8日    | 希望のひかり                  | 希望のひかり                  | fight（ファイト）      | fight（ファイト）            | B                                | もう一度                                         |                        |
| 第80回 | 2013年10月12日 10月13日 10月14日 | ふるさと                      | ふるさと                      | 友 〜旅立ちの時〜      | 友 〜旅立ちの時〜            | ここにいる                       | ここにいる                                       |                        |
| 第81回 | 2014年10月11日 10月12日 10月13日 | ゆうき                        | ゆうき                        | 桜の季節               | 桜の季節                     | 共演者                           | 共演者                                           |                        |
| 第82回 | 2015年10月10日 10月11日 10月12日 | 地球をつつむ歌声              | 地球をつつむ歌声              | プレゼント             | プレゼント                   | メイプルシロップ                 | メイプルシロップ                                 |                        |
| 第83回 | 2016年10月8日 10月9日 10月10日   | ぼくらのエコー                | ぼくらのエコー                | 結 -ゆい-              | 結 -ゆい-                    | 次元                             | 次元                                             |                        |
| 第84回 | 2017年10月7日 10月8日 10月9日    | いまだよ                      | いまだよ                      | 願いごとの持ち腐れ     | 願いごとの持ち腐れ           | 君が君に歌う歌                   | 君が君に歌う歌                                   |                        |
| 第85回 | 2018年10月6日 10月7日 10月8日    | 出発                          | 出発                          | Gifts                  | Gifts                        | ポジティブ太郎〜いつでも始まり〜 | ポジティブ太郎〜いつでも始まり〜                 |                        |
| 第86回 | 2019年10月13日 10月14日 12月15日 | わたしは こねこ               | わたしは こねこ               | 君の隣にいたいから     | 君の隣にいたいから           | 僕が僕を見ている                 | 僕が僕を見ている                                 |                        |
| 第87回 | 2020年（中止）                   | （好奇心のとびら）            | （好奇心のとびら）            | （足跡）               | （足跡）                     | （彼方のノック）                 | （彼方のノック）                                 |                        |
| 第88回 | 2021年11月26日 11月27日 11月28日 | 好奇心のとびら                | 好奇心のとびら                | 足跡                   | 足跡                         | 彼方のノック                     | 彼方のノック                                     |                        |
| 第89回 | 2022年10月8日 10月9日 10月10日   | とどいてますか                | とどいてますか                | Replay                 | Replay                       | 無音が聴こえる                   | 無音が聴こえる                                   |                        |
| 第90回 | 2023年10月7日 10月8日 10月9日    | 緑の虎                        | 緑の虎                        | Chessboard             | Chessboard                   | 鳥よ空へ                         | 鳥よ空へ                                         |                        |
| 第91回 | 2024年10月12日 10月13日 10月14日 | かわっただけだよ ヘンじゃない | かわっただけだよ ヘンじゃない | 僕らはいきものだから   | 僕らはいきものだから         | 明日のノート                     | 明日のノート                                     |                        |
| 第92回 | 2025年10月11日 10月12日 10月13日 | あおい天使                    | あおい天使                    | 空                     | 空                           | 惑星そぞろ                       | 惑星そぞろ                                       |                        |

### 備考
- 放送日は全国大会の放送日。第67 - 85回は生放送だったが第86回は高等学校の部のみ、第88回は全ての部を収録で放送（小学校の部は第65 - 86回、中学校の部は第66 - 86回の間生放送）。
- 第51 - 56回の中学校の部までのA：新曲、B：既存曲
- 第51 - 56回の高等学校の部のA：新曲、B：既存曲・混声、C：既存曲・男声、D：既存曲・女声
- 課題曲を数年後のNHKコンクールの自由曲にして出場する学校もある。また、課題曲の楽譜が出版された年以降は校内の合唱コンクールなどで歌われることも多い。（教科書（主に小学校の部）や、コーラス集に掲載されることが多い。また、編曲・改訂されて当時とは違った楽譜（分岐がつく、場所が変わるなど）になることもある）
- 課題曲はその年のコンクールが終わった後、そのままもしくは編曲・改訂された形で何らかの組曲や曲集に入れられることもある。これまでに組曲化・曲集化された例を以下に挙げる。
  - 「海はなかった」（第42回高）：混声/女声/男声合唱組曲「海の詩」（廣瀬量平）
  - 「ひとつの朝」（第45回高）：混声合唱組曲「ひとつの朝」（平吉毅州）
  - 「時は流れても」（第46中）：混声/女声合唱組曲「時は流れても」（池辺晋一郎）
  - 「わが里程標」（第48回高）：混声合唱組曲「わが里程標」（平吉毅州）
  - 「虹のうた」（第51回中）：五つの女声/少年少女合唱曲「虹のうた」（新実徳英）
  - 「青春のノートブック」（第52回高）：高校生とOBのための混声合唱「音楽室からのメッセージ」（青島広志）：本来の意味での曲集化ではないが、ダブルコーラスにアレンジされて歌われる
  - 「この愛を」（第57回高）「遙かな時の彼方へと」（第62回中）：混声合唱組曲「遙かな時の彼方へと」（高嶋みどり）：「この愛を」は歌詞は同じだが全く別の曲「この愛をII」として収録
  - 「聞こえる」（第58回高）「生きる」（第62回高）：混声/女声/男声合唱曲集「空に、樹に…」（新実徳英）
  - 「砂丘」（第64回中）：混声3部/混声4部/女声合唱組曲「サハラ」（荻久保和明）：初演時の題は混声合唱組曲「砂の民の物語」
  - 「めばえ」（第64回高）：混声/女声合唱のための「木下牧子アカペラ・コーラス・セレクション」（木下牧子）
  - 「はじめに……」（第67回高）：無伴奏混声合唱のための「はじめに……」（松下耕）
  - 「きょうの陽に」（第68回高）：女声合唱とピアノのための「明日のりんご」（高嶋みどり）
  - 「おさんぽ ぽいぽい」（第69回小）「手をのばす」（第74回小）：五つの児童合唱曲集「宇宙のぼくたち」（新実徳英）
  - 「信じる」（第71回中）：混声合唱とピアノのための「信じる」、女声/男声合唱曲集「そのひとがうたうとき」（松下耕）
  - 「風になりたい」（第72回高）：混声/女声合唱とピアノのための4つの歌「風になりたい」（寺嶋陸也）
  - 「ある真夜中に」（第73回高）：混声/女声/男声合唱とピアノのための組曲「ある真夜中に」（千原英喜）
  - 「いのち」（第77回高）：混声合唱とピアノのための組曲「いのち」（鈴木輝昭）
  - 「僕が守る」（第78回高）：混声合唱組曲「夢のように僕たちは」（上田真樹）
  - 「明日へ続く道」「もう一度」（第79回高）：混声/女声/男声合唱組曲「明日へ続く道」（千原英喜）

## 過去のスペシャルステージでの演奏曲
ここ近年、全国コンクールにおいて全ての出場校の演奏が終わって審査を待つ間、全国コンクール出場校からあらかじめ選抜したメンバーによってその日限りの特別合唱団ができる。ここではスペシャル合唱団と表記する。

### 小学校の部
- 第71回 - 翼をください（編曲：横山潤子）
- 第72回 - いつも何度でも（編曲：若松正司）
- 第73回 - WAになって踊ろう（編曲：横山潤子）
- 第74回 - 世界がひとつになるまで（編曲：松下耕）
- 第76回 - 星つむぎの歌（編曲：丸尾めぐみ）
- 第77回 - んばば・ラブソング（編曲：佐藤賢太郎）
- 第78回 - アンパンマンのマーチ、手のひらを太陽に（編曲：佐藤賢太郎）
- 第79回 - 花は咲く（作編曲：菅野よう子）
- 第81回 - さんぽ
- 第83回 - 上を向いて歩こう（編曲：大田桜子）
- 第84回 - トゥモロー
- 第85回 - パプリカ（編曲：加藤昌則）
- 第86回 - パプリカ、やさしさに包まれたなら

スペシャル合唱団がプロの指揮者から直接指導を受け、約30分以内で完成させて演奏する。また、会場の参加者も合唱することができるほか、会場全体に手拍子などを要請することがある。

### 中学校の部
- 第71回 - 春に（作曲：木下牧子）
- 第72回 - Jupiter（編曲：松下耕）
- 第73回 - さくら（編曲：松下耕）
- 第74回 - 三日月（編曲：ニウナオミ）
- 第75回 - サクラ色（編曲：鷹羽弘晃）
- 第76回 - 茜色の約束（編曲：上田真樹）
- 第77回 - フレンズ（編曲：上田真樹）
- 第78回 - 証
- 第79回 - CHE.R.RY（編曲：桜田直子）
- 第80回 - Hey和（編曲：相澤直人）
- 第81回 - EXILE PRIDE ～こんな世界を愛するため～（編曲：桜田直子）
- 第83回 - 旅立ちの日に、360°（編曲：土田豊貴）
- 第84回 - 365日の紙飛行機（編曲：横山潤子）
- 第85回 - Beautiful（編曲：大田桜子）
- 第86回 - 明日も（編曲：鷹羽弘晃）
- 第90回 - YELL
- 第91回 - Mela!  (編曲：田中達也)

第74回までは小学校の部と同じく、スペシャル合唱団がプロの指揮者から直接指導を受け、こちらも約30分以内で完成させて演奏するのだが、近年はJ-POPアーティストによる曲の演奏（「その他」参照）や特別企画があるため、直前練習する時間がなく、合わせるのはぶっつけ本番となっている（学校ごとで練習は行ってはいる）。第75回以降は演奏するときは楽譜を持って演奏している。

### 高等学校の部
- 第71回 - 世界に一つだけの花（編曲：信長貴富）
- 第72回 - 瞳をとじて（編曲：吉岡弘行）
- 第73回 - 粉雪（編曲：若林千春）
- 第74回 - 星屑の街（編曲：松下耕）
- 第79回 - 逢いたい（作詞：星野富弘、作曲：なかにしあかね）
- 第81回 - あすという日が
- 第82回 - いのちのリレー（編曲：佐藤賢太郎）
- 第83回 - Hero（編曲：桜田直子）
- 第84回 - 恋（編曲：遠藤謙二郎）
- 第85回 - LOVEマシーン（編曲：田中達也）
- 第89回 - 翼をください（編曲：横山潤子）
- 第90回 - 聞こえる、言葉にすれば、君が君に歌う歌（編曲：横山潤子)
- 第91回 - 誰が為 (編曲：佐藤賢太郎)

### その他
- 第75回小学校 - 「あなたの好きな課題曲」発表（小学校の部は10位まで、それ以外は3位まで）、演奏はNHK東京児童合唱団
- 第75回中学校 - 手紙　演奏はアンジェラ・アキ
- 第75回高等学校 - 東西対抗合唱団PR合戦
- 第76回中学校 - YELL　演奏はいきものがかり
- 第76回高等学校 - クラス合唱選手権
- 第77回中学校 - I ♥ ×××　演奏は大塚愛
- 第77回高等学校 - 谷川俊太郎による詩の朗読、合唱川柳
- 第78回高等学校 - 写真で綴る“守りたいもの”
- 第83回中学校 - 結 -ゆい-　演奏はmiwa
- 第85回中学校 - Gifts　演奏はsuperfly
- 第86回中学校 - 君の隣にいたいから　演奏はSHISHAMO

## 備考

### 最大連覇数
- 小学校の部 - 8回、東京都日野市立七生緑小学校（第80回 - 88回（第87回は中止））
- 中学校の部 - 4回、青森県八戸市立根城中学校（第53 - 56回）・福島県郡山市立郡山第二中学校（第75 - 78回）
- 高等学校の部 - 8回、福島県立安積黎明高等学校（第62 - 69回。安積女子高等学校時代を含む）

東京都目黒区立大岡山小学校は第74回まで5連覇を達成していたが、第75回はコンクールに不参加だったため連覇記録が止まった。
なお小学校の部において、第75回・第78回は星美学園小学校、第76回・第77回は目黒区立油面小学校、第79回は成城学園初等学校、第80回 - 第88回は日野市立七生緑小学校が金賞を受賞したため、関東・甲信越ブロック代表および東京都代表が第70回以降第87回の中止を挟み第88回まで全国コンクール18連覇となり、全部門通じて同一ブロック最多連覇記録を更新していた。

### 最多出場回数
（2018年10月6日現在）
- 小学校の部 - 52回 愛媛県愛媛大学教育学部附属小学校
- 中学校の部 - 32回 熊本県熊本大学教育学部附属中学校
- 高等学校の部 - 29回 香川県立坂出高等学校、宮崎県宮崎学園高等学校、福島県立安積黎明高等学校

### その他
2019年（令和元年）10月12日に開催予定であった第86回全国コンクール高等学校の部が、令和元年東日本台風（台風19号）の接近にともなって中止となり、同年11月28日に開催された。延期は開催86回目にして初めてのこととなった。
2020年（令和2年）の第87回大会は年初からの新型コロナウイルス感染拡大に伴う日本政府の緊急事態宣言などで学校休校などの措置が執られ、学校合唱部活動が停止されるなどの事態が生じたことや、感染拡大防止の観点から学校関係者らの健康や安全に配慮するということから各年代の地区大会、ブロック大会、全国大会すべての開催を取り止めることとなった。なお第87回大会の課題曲は2021年（令和3年）の第88回大会に引き継がれた。
2021年（令和3年）の第88回大会では福島県コンクール中学校の部において、参加校数が76校だったにも関わらず、主催者のNHK福島放送局が参加校数が50校超えた場合にブロックコンクールへの出場校数が1校増枠になる特別規定を失念していたため、福島県コンクール中学校の部において4位だった同県郡山市の中学校が東北ブロックコンクールへの出場ができなくなる不祥事が発生した。

## 関連番組
- Nコンマガジン
- 発表!Nコンn課題曲 - nは西暦。課題曲の発表や紹介がテレビ放送される。放送日は4月上旬[10]。
- 課題曲を歌おう〜第n回NHK全国学校音楽コンクールにむけて〜 - 課題曲の発表や紹介がラジオ放送される。放送日は4月下旬頃[10]。

過去に放送されていたもの
- ひる休みのおくりもの（1955年7月4日 - 1982年4月3日、ラジオ第2）
- 学校音楽コンクールの時間（1982年4月5日 - 1995年4月8日、ラジオ第2）
- みんなのコーラス（1995年4月10日 - 2011年4月1日、ラジオ第2）

ラジオ放送の定時番組で、前回次のNHK全国学校音楽コンクールに出場した学校の自由曲の演奏と、講評を聴くことができた。2010年度で放送終了。
エンディングテーマ曲はマヌエル・バルエコ「組曲 第11番 ロ短調 I.プレリュード」。

## 楽譜・音源など
課題曲の楽譜はNHK出版が、CDはフォンテックが取り扱っている。また、公式ウェブサイトで過去の課題曲および過去3年の自由曲の音源を聞くことができる。DAMやJOYSOUNDの機器にて過去の課題曲の一部を配信されているほか、カラオケで歌唱可能となっている。